# Château du Bartas
Pour les articles homonymes, voir Du Bartas (homonymie) et Bartas.
Le château du Bartas (ou Barthas) est un château situé à Saint-Georges dans le Gers, en France. Il fut notamment la demeure du poète Guillaume de Saluste du Bartas, émule de Ronsard, au XVIe siècle.

## Histoire

Le poète Guillaume de Saluste du Bartas.

En 1565, François de Saluste, riche marchand gascon, achète à Saint-Georges la terre du Bartas, dominant la petite vallée du Sarrampion, à Bernard d'Ornézan, évêque de Lombez. Il n'y a alors sur ce site qu'une ferme et des bois inhospitaliers (barta ou barto signifiant en gascon « forêt » et bartas ou barthas « mauvaise forêt »), mais il s'agit d'un bien d'Église et par conséquent d'un fief noble. 
Le 11 septembre 1567, il passe un contrat en vue de la construction d'une demeure seigneuriale, qui sera achevée une quinzaine de mois plus tard, à la fin de l'année 1569. 

Devenu seigneur du Bartas, François transmet le château à son fils, Guillaume, célèbre poète gascon, qui y vécut toute sa vie et qui le mentionne notamment dans les vers de son œuvre la plus connue, La Semaine :
« Puissé-je, O tout Puissant, inconnu des grands rois,

Mes solitaires ans achever par les bois,
Mon estang soit ma mer, mon bosquet, mon Ardène,
Le Gimone mon Nil, le Sarrampion ma Seine,
Mes chantres et mes luths, mes mignards oiselets,

Mon cher Bartas mon Louvre, et ma cour mes valets. »
Le poète Pierre de Brach a également consacré quelques vers à la demeure de son ami Saluste du Bartas :
« Bartas où la nature et l'art industrieux

Semblent pour l'embellir avoir mis tout leur mieux, 
Car de haute fustaie un bois ici s'élève
Dont l'ombre s'allongeant dans les doves s'abrève,
Où mille rossignols, branchés en mille lieux,

Dégoisent à l'envi leur chant mélodieux. »
Au terme du testament du poète, Anne de Saluste, l'aînée de ses quatre filles, hérite du château et de ses dépendances, qui sont ensuite légués dans les familles du Frère et d'Astorg. 
Transmis de génération en génération, le château du Bartas a été vendu par les derniers descendants du poète, la famille d'Estarac, à la fin du XIXe siècle à Monsieur Antonin Collongues. Il passe ensuite entre diverses mains (notamment Monsieur et Madame José de Carvalhaes ou encore le styliste Frédéric Castet). De 2001 à 2005, il a été la propriété de la princesse Margarita de Bourbon-Parme et son mari Edwin De Roy van Zuydewijn. 
Le château a été inscrit aux monuments historiques le 3 septembre 1934.

## Architecture
Le château du Bartas ne se composait à l'origine que d'un simple logis quadrangulaire à deux étages, flanqué d'une tour polygonale surmontée d'une couronne de mâchicoulis, et dans laquelle se trouve toujours l'escalier à vis desservant les étages. C'est au cours des siècles suivants qu'ont été ajoutées les tours circulaires qui ornent deux des angles du château.
Son plan très ramassé lui donne une allure archaïque, caractéristique de ce milieu de XVIe siècle en Gascogne. Il subsiste quelques fenêtres à meneaux, et la façade arrière a été achevée en colombages.
La cour carrée est entourée de bâtiments des communs.